# Bolbodimyia erythrocephala
Bolbodimyia erythrocephala är en tvåvingeart som först beskrevs av Jacques-Marie-Frangile Bigot 1892.  Bolbodimyia erythrocephala ingår i släktet Bolbodimyia och familjen bromsar. Inga underarter finns listade i Catalogue of Life.